# デドリック・ローソン
デドリック・ローソン（Dedric Lawson、1997年10月1日 - ）は、アメリカ合衆国・テネシー州メンフィス出身のバスケットボール選手。身長206cm、体重104kg。ポジションはパワーフォワード。

## 経歴

### 若齢期・ハイスクール・高校
テネシー州メンフィスのハミルトン高校で兄のK・J・ローソンとともにプレーし、2015年のマクドナルド・オール・アメリカンゲームに出場した。

### カレッジ・大学
初年度に1試合平均、15.8 得点、9.3 リバウンドを記録しメンフィス大学の新人ダブル・ダブル記録に並んだ。NCAAアメリカン・アスレチック・カンファレンスの新人賞を獲得し、オール・アメリカン・アスレチック・カンファレンスの2nd.チームに選出された。2年次にはオール・アメリカン・アスレチック・カンファレンスのファースト・チームに選出された。2017年にカンザス大学に転校し、NCAA規定により、1シーズンは公式試合に出場できなかったが、2018-19シーズンには1試合平均、19.4 得点、10.3 リバウンドを記録した。
2019年のNBAドラフトにエントリーしたが、指名は得られなかった。
2019年7月サンアントニオ・スパーズとトレーニングキャンプ契約を結んだ。

### プロ(2019-)

#### ベジクタシュ(2021-2022)
2021-22シーズンはベジクタシュでプレー。リーグ戦のBSLでは30試合に出場し、1試合平均30.2分の出場で、10.1得点、7.5リバウンド、2.3アシスト、1.4スティール、1.0ブロック、スリーポイント成功率33.0パーセント、フリースロー成功率78.6パーセント、BCLでは9試合に出場し、1試合平均34.3分の出場で、11.7得点、8.0リバウンド、2.6アシスト、1.4スティール、フィールドゴール成功率56.6パーセント、スリーポイント成功率35.0パーセント、フリースロー成功率75.0パーセントという成績を残した。

## 個人成績

### College
| シーズン | チーム         | GP  | GS  | MPG  | FG%  | 3P%  | FT%  | RPG  | APG | SPG | BPG | PPG  |
| -------- | -------------- | --- | --- | ---- | ---- | ---- | ---- | ---- | --- | --- | --- | ---- |
| 2015–16  | メンフィス大学 | 33  | 32  | 32.2 | .409 | .350 | .709 | 9.3  | 2.5 | 1.2 | 1.7 | 15.8 |
| 2016–17  | メンフィス大学 | 32  | 32  | 34.5 | .461 | .270 | .741 | 9.9  | 3.3 | 1.3 | 2.1 | 19.2 |
| 2018–19  | カンザス大学   | 36  | 36  | 32.6 | .490 | .393 | .815 | 10.3 | 1.7 | 1.3 | 1.1 | 19.4 |
| Career   | Career         | 101 | 100 | 33.1 | .455 | .332 | .757 | 9.9  | 2.5 | 1.2 | 1.6 | 18.2 |

## 代表歴
レバノンの帰化選手として2025年FIBAアジアカップに出場した。グループステージでは韓国相手に抑え込まれるなど苦戦したが、準々決勝進出決定戦の日本戦では24得点、10リバウンド、3アシスト、2スティール、1ブロックの大活躍でチームの準々決勝進出に大きく貢献した。